# Malai V Suku
Malai V Suku is een bestuurslaag in het regentschap Padang Pariaman van de provincie West-Sumatra, Indonesië. Malai V Suku telt 5675 inwoners (volkstelling 2010).